# Szívinfarktus
Szívinfarktusnak a szívizom súlyos vérellátási elégtelensége következtében kialakult szívizomelhalást nevezzük. (Ez az ischemiás (iszkémiás) szívbetegségek legsúlyosabb formája.) A szívinfarktust latinul acut myocardialis infarctusnak (akut miokardiális infarktus - AMI) nevezik.

## A szív vérellátásának anatómiája
A leírás során zárójelben a leggyakoribb latin és angol elnevezések és rövidítéseik is megtalálhatóak.
A szívizom vérellátását a főverőérből, közvetlenül a szívből való kilépését követően (a Valsalva-tasakokból) eredő koszorúerek (coronariák) biztosítják.
A  bal koszorúér az aortabillentyű bal oldali "coronariás" tasakjából ered. Rövid kezdeti szakasza a főtörzs (lat: arteria coronaria sinistra, eng: left main – LM ), mely rövidesen kétfelé ágazik. A szív elülső felén a csúcs felé haladó ága a bal elülső leszálló ág (lat: Ramus interventricularis anterior – RIA, eng: Left anterior descendens – LAD), mely a bal és jobb kamra közötti árokban húzódik a szívcsúcsig, néha azon is túlér. Másodlagos ágai közül kiemelendők a diagonális ágak, valamint a kamrákat elválasztó sövényt ellátó septalis ágak.
A főtörzs másik ága a körbefutó ág (lat: ramus circumflexus – Cx, eng: circumflex artery – Cx ). A főtörzsből történő leágazását követően bal oldalon a kamrák és pitvarok határán futó vájulatban balra és a szív hátsó részéhez fut. Másodlagos ágai az ún. széli (marginalis) ágak, melyek a bal kamra oldalsó falához futnak. A legjelentősebb marginális ágat obtus marginalis – OM jelöléssel illetik.
A jobb koszorúér (lat: arteria coronaria dextra, eng: right coronary artery – RCA) a főverőér közel ellentétes oldaláról, a jobb oldali "coronariás" billentyűtasakból ered. Eredését követően jobbra és hátrafelé halad a pitvarok és kamrák határán futó vájulatban (az innen eredő másodlagos ágai a conus ág, a sinuscsomó-ág, a jobb kamrai ágak és az ún. acut marginalis ág, majd a szív hátsó – alsó falához érve vaskos ágat ad a kamrák közötti hátsó barázdába, ez az ága (lat: ramus interventricularis posterior, eng: posterior descendens – PD) ebben fut a szívcsúcsig. A főág folytatása ezt követően kisebb ágakra oszlik a bal kamra hátsó – oldalsó falának megfelelően, ezek az ún. posterolateralis - PL ágak.
A koszorúerek anatómiája gyakran egyéni variációkat mutat, a leggyakoribb változat, amikor a ramus posterior descendens a bal koszorúér körbefutó ágából ered. Ekkor a jobb koszorúér általában csökevényes. Ez az esetek mintegy 15%-ában fordul elő.
A koszorúerek ezen főágai a szív felszínének barázdáiban futnak, innen lépnek be az ezekből eredő egyre kisebb ágak a felszín felől a szívizom mélyebb rétegeibe, ellátva azt a megfelelő mennyiségű oxigénnel és tápanyaggal. A szívizomba belépő artériák funkcionális végartériák, azaz elzáródásuk esetén a szomszédos területeket ellátó erek nem képesek funkciójukat pótolni.

## A vérellátás megszűnésének következményei
A szív fő funkciója a kamrákból a vér folyamatos kipumpálása a nagyerekbe, ezzel a szervezet egészének vérellátásában központi szerepet tölt be. Működése ebből kifolyólag igen energiaigényes, a szervezet összes rendelkezésre álló vérmennyiségéből 4-5%-ot vesz igénybe, mely a szívizom tömegéhez képest igen magas. A koszorúerek által a szívizomhoz szállított vér mennyisége terhelés hatására megnövekszik, akár 4-5-szörösére is (sportolóknál ez akár 6-8-szoros is lehet a nyugalmi helyzethez képest), mely megnövekedett vérmennyiség biztosítja, hogy a szív a teljesítményét növelni tudja bizonyos határokon belül.
Abban az esetben, ha a koszorúereken szűkület található (coronariasclerosis – az érelmeszesedés koszorúereket érintő formája), akkor a szűkület mögötti érszakasz által ellátott terület vérellátása nem tud nőni egy bizonyos határ fölé. Emiatt a szívizomsejtek által „igényelt” oxigénmennyiség nem áll rendelkezésre. Az anyagcseréjük megváltozik, s ha az oxigénhiány tartós (tartós vérellátási zavar következtében) akkor a szívizomsejtek károsodnak, el is pusztulhatnak. A vérellátási zavar következtében kialakult oxigénhiányt nevezzük ischaemiának (ejtsd: iszkémia - görög eredetű szó).
Az ischaemia miatti csökkenő oxigénmennyiséget a szívizom észleli, s megváltoztatja anyagcseréjét. Az addigi gazdaságos, de oxigénigényes zsírsavlebontás helyett a kevésbé gazdaságos, de oxigén nélkül is végrehajtható glükózlebontásra tér át (ld. anaerob glycolysis).
Ez ideig-óráig képes az energia termelésére, de hosszabb távon káros anyagcseretermékek halmozódnak fel, mely miatt a szívizomsejt pH-ja megváltozik, az izomsejt membránjaiban helyet foglaló, ionáramokat irányító, létrehozó molekulák (ún. „pumpafunkciót” ellátó fehérjék) működése csökken. A szívizom elektromos állapota megváltozik, kóros ingerületek keletkezhetnek, melyek az egész szív addigi elektromos vezérlését felboríthatják, szívritmus – zavarokat okozva. Ezek önmagukban is életveszélyes állapotot hozhatnak létre.
Ha nincs elég tápanyag és oxigén, a szívizomsejtek az érintett területen beszüntetik a leginkább energiaigényes funkciójukat, azaz az összehúzódást. Ezzel a szív összteljesítménye csökken. Ennek a teljesítménycsökkenésnek a mértéke attól függ, mekkora területet érint az ischaemia, milyen gyorsan alakul ki, és mennyi ideig tart.
Ezek a fenti tényezők határozzák meg annak a betegségcsoportnak a megjelenési formáit, melyet összefoglalóan Ischaemiás Szívbetegség – nek (ISZB) nevezünk. (eng: Coronary Heart Disease – CHD, Coronary Artery Disease – CAD)

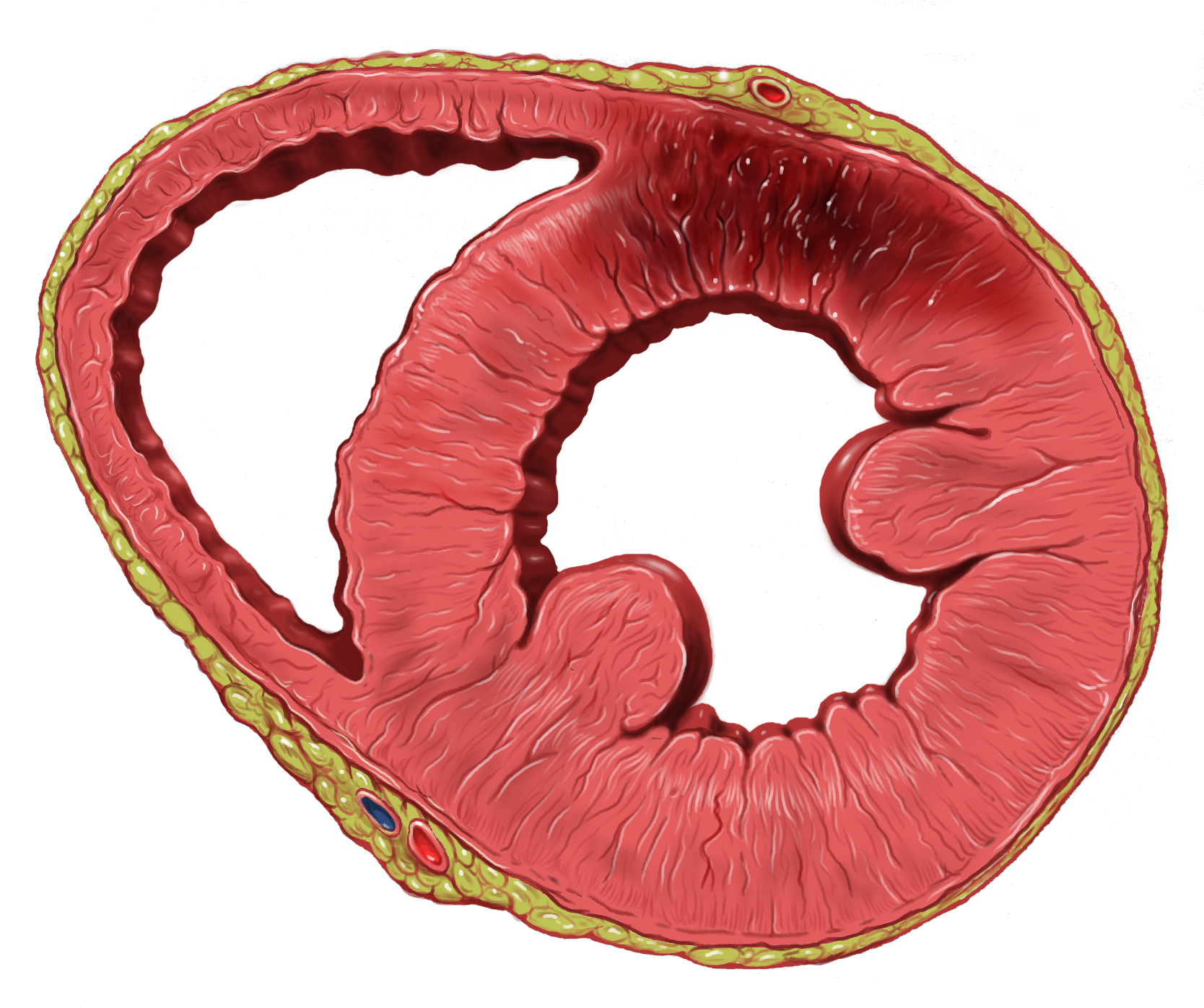
A képen a bal kamra elülső-fali infarktusa látható

### A rövid távú ischaemia következményei
Ha a vérellátási zavar gyorsan alakul ki, akkor a szívizom nem tud alkalmazkodni a megváltozott körülményekhez. Az anyagcseréje gyorsan és kényszerűen megváltozik, a felszaporodott káros anyagcseretermékek valószínűleg fájdalomérző receptorokat ingerelnek, mely miatt a beteg – kb. fél - egy perccel a szívizom oxigénhiányának fellépését követően jellegzetes mellkasi fájdalmat kezd érezni, mely egyre súlyosabb, míg maximumát el nem éri. A mellkasi fájdalomhoz vegetatív tünetek, halálfélelem társulhat. Ezt a tünetegyüttest nevezik angina pectoris – nak.
Ha a vérellátás perceken belül helyreáll, akkor a fájdalom gyorsan szűnik, a szívizom anyagcseréje és működése helyreáll. Ebben az esetben szívizom-károsodás nincs, vagy csak molekuláris módszerekkel kimutatható.
Ha nagy területű szívizom teljes vérellátása szűnik meg hirtelen, s ez nem oldódik meg perceken belül, akkor szívizominfarktusról beszélünk. Mivel a szívizom teljes pusztulása kb. 6 óra alatt következik be az elzáródástól számítva, ezen időn belül ha az elzáródás megnyílik, s a vérellátás helyreáll, akkor a szívizom-károsodás nem lesz teljes. Nyilvánvaló, hogy minél rövidebb ideig tart ezen 6 órán belül is az elzáródás, annál csekélyebb a pusztult szívizom. Ha hamar – 1-2 órán belül – megnyílik az ér, és újra vért kap az adott szívizomterület, a vérellátás ellenére sem tér vissza azonnal a működése. Ez a jelenség a stunning. Ez napokig, esetleg hetekig eltarthat.

### A tartós ischaemia következményei
Minél tovább tart a vérellátási zavar, annál nagyobb egy bizonyos időn belül a szívizom-károsodás. Az ér elzáródásától számított kb. 6 óra időtartam az, mely alatt az adott ér által ellátott szívizomterület maximális mértékben károsodik (elpusztul).
A 24 órán belül infarktus miatt meghalt betegek közül:
- kb. 50% az első 15 percben
- kb. 30% 15-60 perc között
- kb. 24% 1-24 órával az infarktus kezdete után hal meg.

Ha az érelzáródás nem hirtelen, hanem lassan (hónapok, évek alatt) alakul ki, akkor a szívizom a hiányzó vérellátást megpróbálja máshonnan, ép érszakasz felől pótolni. Ennek során a szívizomban újabb kis erecskék képződhetnek (collateralisok – a folyamat neve collateralisatio), melyek valamennyi vérellátást biztosítanak az elzáródott érszakaszt áthidalva. Ez azonban ritkán elegendő a szívizomnak ahhoz, hogy még működjön is, leggyakrabban az összehúzódást beszünteti, de az alapanyagcseréje megmarad. Ha újból a megfelelő vérmennyiséget kapja meg (az eredeti ér megnyitásával akár katéteres, akár műtéti úton) akkor egy idő után a működése is visszatérhet. Az így viselkedő szívizmot nevezzük hibernált szívizomnak.
Ha a szívizom elpusztult, annak működése már nem tér vissza, a szív összteljesítménye ennek megfelelően csökken. A szívizom össztömeg mintegy 10%-ának elvesztése különösebb tünettel nem jár. 10-20% között a teljesítőképesség csökken, 20-30% között már a mindennapi életvitel is nehézségbe ütközik, 30-35% között a nyugalmi keringés ellátása is nehéz, míg 40% fölötti szívizompusztulás esetén gyors keringés-összeomlás, ún. kardiógén shock jön létre.

## A szívinfarktus tünetei
Az infarktus tünetei nagymértékben függnek a beteg korától, társbetegségeitől, az infarktus helyétől s az érintett szívizomterület nagyságától.
Kezdetben a szívinfarktus tünetei megegyeznek az angina pectoris tüneteivel. De míg az angina pectoris tünetei percekig tartanak, addig az infarktus esetében ezek órákon keresztül fennállhatnak.
Jellemzően hirtelen kezdődő szegycsont mögötti szorító, markoló, igen erős mellkasi fájdalom jelenik meg, mely kisugárzik a vállakba, jellemzően a bal vállba, esetleg a bal karba, bal kéz kisujjába. Fizikai terhelésre általában fokozódik, de pihenésre nem szűnik meg, esetleg enyhül. Hányinger, hányás, a vérnyomás csökkenése, hideg verejtékezés társulhat hozzá. A fájdalom miatt halálfélelem is gyakran megjelenik.
Ritkábban az infarktus eltérő ("atípusos") tünetekkel jelentkezhet. Alsó fali infarktus esetén gyakran hasi fájdalom vezeti be, esetleg hátba sugárzó fájdalom, hasi kellemetlen diszkomfortérzés, gyakori böfögési kényszer.
Néha tünetmentesen is lejátszódhat, az utólagos orvosi vizsgálat deríti fel az infarktus tényét.
Lényeges különbség az angina pectoris és az infarktus között, hogy az angina pectoris nitráttartalmú gyógyszer nyelv alatti bevitelével többnyire gyorsan, percek alatt megszűnik, míg az infarktus tüneteit ez nem szünteti, legfeljebb kismértékben enyhítheti.
A sokféle, szerteágazó tünetek a diagnózist megnehezíthetik bizonyos esetekben, még szakember számára is. A biztos diagnózis felállítása a tünetek értékelésén, elektrokardiogram elváltozások rögzítésén és speciális biomarkerek kimutatásán alapul.

## A szívinfarktus helyszíni ellátása
Potenciális szívinfarktushoz azonnal mentőt kell hívni a 112-es telefonszámon. A kiérkező rohamkocsi (vagy esetkocsi) a helyszínen felállítja az infarktus diagnózisát, megkezdi a helyszíni ellátást, majd a legközelebbi fogadóhelyre szállítja a pácienst. A helyszínen fontos a megfelelő pozicionálás (félig ülő testhelyzet, lelógatott végtagok), a vér oxigén-telítettségének folyamatos mérése (SpO2), mielőbbi oxigén adás orrszondán (2-4 l/min), de inkább arcmaszkon (10-14 l/min) keresztül, pulzus és vérnyomás mérés, illetve 12-elvezetéses EKG készítése (ha az EKG-n ST-elevációt látunk, a diagnózis felállítható). Ezen kezdeti néhány lépést célszerű egyidőben végezni időspórolás céljából. Ezek után (ha a szisztolés vérnyomás 90-100 Hgmm feletti) adjunk nitrátot nyelv alá (1-3 puff), és biztosítsunk mielőbb perifériás vénát, melyen keresztül kábító fájdalomcsillapítót (pl. morfin 2-4 mg) adhatunk (mely nem csak fájdalomcsillapító-nyugtató hatású, de hemodinamikailag is előnyös). A vérlemezkék "összecsapzódása", és a kóros véralvadás kulcsszerepet játszik az infarktus kialakulásában, éppen ezért a helyszínen indokolt vérlemezke-gátlók (300 mg aszpirin rágótabl. és 600 mg clopidogrel tabl.) és véralvadás-gátló (5000 NE Na-Heparin i.v.) adása, mely nem oldja a vérrögöt, de megakadályozza annak további növekedését. További gyógyszerelésre csak speciális helyzetben kerül sor: morfinra sem szűnő fájdalom, tüdőödéma, súlyos magasvérnyomás esetén nitrátot adhatunk intravénásan. Ha nitrátra sem szűnő fájdalom, magasvérnyomás, vagy ritmuszavarok állnak fenn, intravénás béta-blokkoló (metoprolol) adása jön szóba. Ha kardiogén sokkba progrediál a folyamat (súlyos hypotensio, tachycardia, szisztémás hypoperfusio jeleivel) vazopresszorok (dopamin, dobutamin, noradrenalin) adására kényszerülhetünk. Különleges helyzetben (ha szívkatéteres labor nem érhető el 60 percen belül) helyszíni vérrögoldó kezelést kell megkezdeni (sztreptokináz, alteplase). Előfordulhat, hogy a beteg kamrafibrillációt kap, ekkor haladéktalanul meg kell kezdeni az újraélesztést az ALS elvei szerint. Ha sikerült stabilizálni a beteget, mielőbb szívkatéteres laboratóriumba kell szállítani. Fontos a szállítás alatti EKG-monitorozás, rendszeres vérnyomás-pulzus mérés, SpO2 mérése és a beteg általános állapotának a nyomon követése.

## A szívinfarktus kezelésének lehetőségei
A szívinfarktus kezelésének lényege az érintett szívizomterület vérellátásának a helyreállítása a lehető legrövidebb időn belül (reperfúzió).
Ennek lehetőségei a következők:
- Az érelzáródást okozó vérrög gyógyszeres feloldása
- Az érelzáródás mechanikus megnyitása szívkatéteres eljárással
- Az elzáródott érszakasz megkerülése szívsebészeti beavatkozás során készített áthidalással (bypass)

A fentieken kívül igen fontos a tünetek kezelése, valamint a szívinfarktus szövődményeinek (például szívritmuszavarok) kezelése.
Gyógyszeres vérrögoldás: A szervezetben keletkező vérrögök maguktól feloldódnak napok – hetek alatt. Infarktus esetén ezt nem lehet megvárni, emiatt olyan anyagot juttatnak a szervezetbe, amely a vérröghöz kötődve aktiválja a szervezet saját vérrögoldó rendszerét, amely rövid időn belül a vérrögöt feloldva a véráramlást megindítja. Régebben ez volt az egyedüli megoldás a gyors reperfúzió elérésére. Amennyiben nem érhető el időben szívkatéteres laboratórium, úgy ez még ma is elfogadott. Előnye, hogy a legtöbb kórházban rendelkezésre áll. Hátránya, hogy az esetek 10-50%-ban sikertelen. A sikeresség függ az infarktus idejétől és az alkalmazott vérrögoldó szertől. Emellett ez csak a vérrögöt oldja le, a vérrögképződés kiindulásáért felelős érsérülést (érelmeszesedéses plakkot) nem oldja meg.

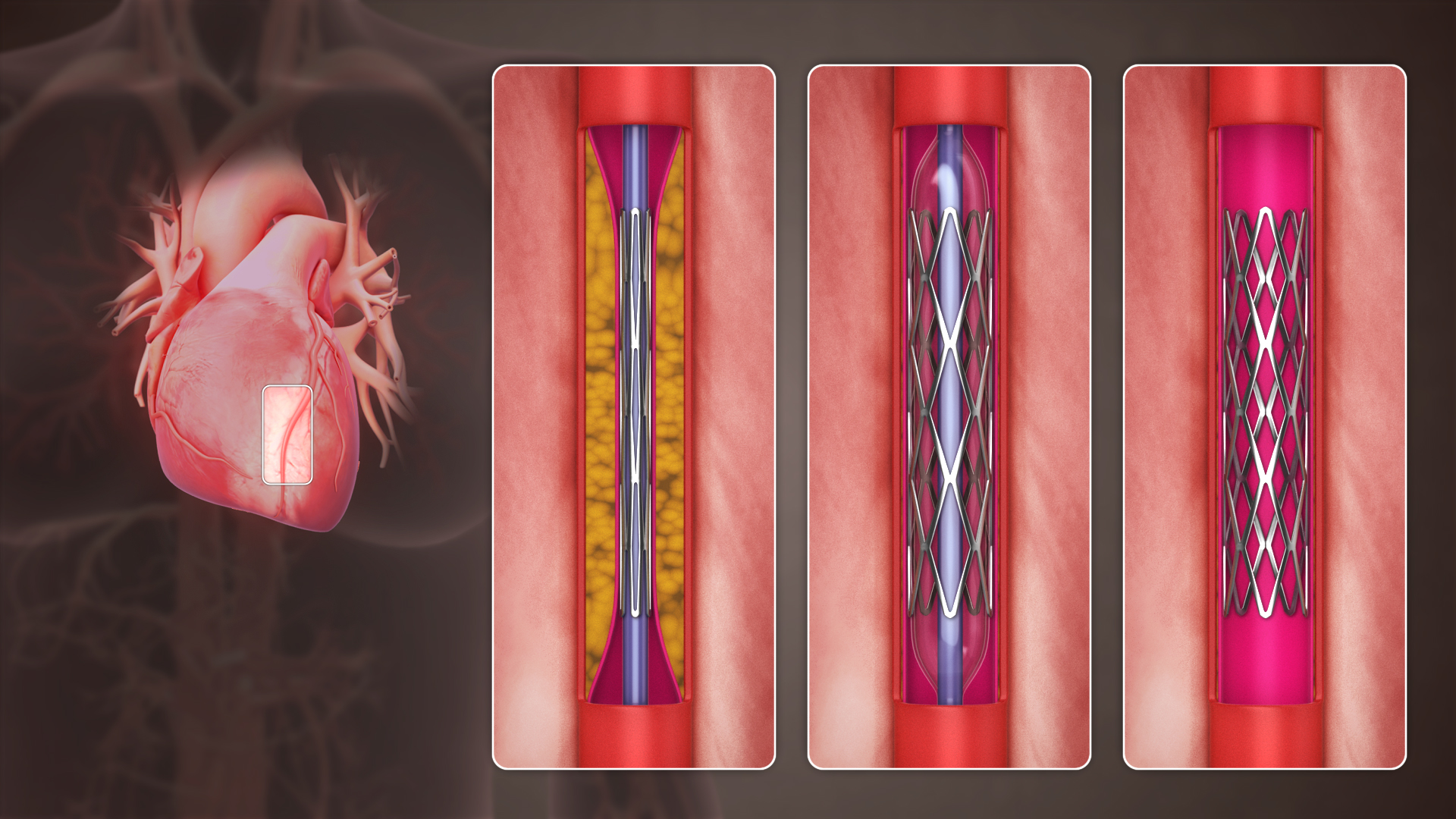
Percutan coronaria intervenció (PCI) sematikus ábrája

Szívkatéteres kezelés: Jelenleg a legjobb eredményeket ezzel a módszerrel lehet elérni. Lényege, hogy a combartérián (vagy egyéb nagy verőéren) keresztül speciális katétert vezetnek a koszorúér eredésébe, majd ezen keresztül nagyon finom eszközökkel az elzáródást mechanikusan megnyitják, ezt követően egy "belső érprotézis", ún. stent behelyezésével a szűkült eret is kitágítják, s az érfal sérülését stabilizálják. A módszer összefoglaló neve a primer coronaria intervenció (PCI). Speciális szívkatéteres laboratóriumot, speciálisan képzett szakszemélyzetet igényel, azonban Magyarország teljes területét 16 PCI centrum lefedi, azaz az ország teljes területén elérhető 90 percen belül a kezelés.
Szívsebészeti kezelés: A heveny szívizominfarktus kezelésében ma már nem jön szóba, csak igen speciális, szövődményes esetekben (például szívsövény repedés, szívbillentyű leszakadás).

## A szívinfarktus gyakorisága
A szívinfarktus éves előfordulását Magyarországon 0,20–0,25 százalékra (évi 20–25 ezer új beteg) becsülik.